# Portret Irène Cahen d'Anvers
Portret Irène Cahen d'Anvers ali Portret Mademoiselle Irene Cahen iz Antwerpna ali Deklica z modrim trakom ali Mala Irene, je slika olje na platnu (65 x 54 cm), ki jo je naslikal Auguste Renoir leta 1880 in se zdaj hrani pri fundaciji Bührle (Zürich).
Ta slika, ki jo je naročila družina Cahen iz Antwerpna in nato prenesela v družino Camondo (evropska družina judovskih financerjev in filantropov), je bila ena od umetnin, ki so jih ukradli nacisti. Pojavi se v filmu Monuments Men.

## Zgodovina
Zbiratelj Charles Ephrussi, lastnik Gazette des Beaux-Arts pravi, da je bankir Louis Cahen iz Antwerpna spoznal Renoirja, kateremu je leta 1880 naročil portret svojih treh hčera, začenši z Irene, starejšo. Obe mlajši dekleti, Élisabeth in Alice, sta predmet druge Renoirjeve slike z naslovom Les Demoiselles Cahen iz Antwerpna ali Roza in modra.
Mademoiselle Irène Cahen, olje na platnu velikosti 64 × 54 cm, imenovana tudi Deklica z modrim trakom, ki jo danes štejejo za mojstrovino, so Cahenovi podcenjevali, tako kot druge Renoirjeve slike in jih skrili v omari.
Portret Irene je potoval: leta 1883 je bil vključen v prvo razstavo, ki je bila namenjena izključno Renoirju v galeriji Durand-Ruel Boulevard des Capucines (ki je štela 25 portretov od 70 slik), in jo je leta 1910 Béatrice de Camondo ponudila svoji babici po materi. Ukradena leta 1941 v gradu Chambord s strani Nemcev, ki jo je Goering zasegel kot zamenjavo, potem se je o tem pogajal trgovec Walter Feuz v imenu Emila Georga Burhleja, industrijalca in zbiratelja švicarskega naturaliziranega nemškega porekla. Oerlikon oborožitveno podjetje, dobavitelj Wehrmachta (fundacija Burhle, Zürich), je kupil ducat drugih tako zaplenjenih del.
Leta 1946 je bila Deklica z modrim trakom priznana na pariški razstavi z naslovom "Mojstrovine francoskih zbirk, ki so jih našli v Nemčiji", ki jo je predstavila tista, ki je bila model 66 let prej in postala edina naslednica njene hčere Béatrice Reinach, rojene Camondo, umrle v deportaciji s svojo družino. Zato so ji jo vrnili. Leta 1949 jo je prodala pariškemu galeristu, ki jo je končno prodal Emilu Georgu Bührleju; delo je reproducirano v barvi v katalogu razstave stoletnice njegovega rojstva (Skira, 1990, št. 52) s Portretom Alice in Elisabeth Cahen iz Antwerpna istega slikarja (1881).

## Irène Cahen d'Anvers
Irene Cahen iz Antwerpna (1872–1963), model, je bila ob portretiranju stara 8 let. Poročila se je z grofom Moïse de Camondo in imela dva otroka, med njimi Nissima de Camondo, posvečen muzej Nissim-de-Camondo v Parizu in Béatrice de Camondo, madame Léon Reinach. Ločena je prešla v katolicizem, da se je poročila z grofom Charlesom Sampierijem (1863–1930), imela hčerko Claude Germaine (1903–1995), bodočo ženo Andréja Dubonneta.